# Welcome to the Voice
Welcome to the Voice est un opéra de musique composé par Steve Nieve et sa compagne Muriel Teodori qui mélange des voix et des musiciens venus d'horizons différents tels que Sting, Elvis Costello et bien sûr des chanteurs classiques.
Sorti chez Deutsche Grammophon en 2007.

## Histoire
Dionysos, le héros est un ouvrier métallurgiste qui découvre l'opéra. Il est hanté par la voix de Lilly, une chanteuse d'opéra. Avant de convaincre son aimée, il devra convaincre ses collègues métallurgistes, les sans-domicile fixe, le directeur de l'opéra et un commissaire de police.

## Livret
- Wolfgang Doerner : direction musicale
- Muriel Teodori : mise en scène
- Bernard Arnould : décors
- Caroline de Vivaise : costumes

### Chant
- Sting : Dionysos
- Elvis Costello : le commissaire de police
- Sylvia Schwartz (soprano anglaise) : Lily
- Marie-Ange Todorovitch (mezzo-soprano française) : le fantôme de Carmen
- Sonya Yoncheva (soprano, mezzo-soprano) : le fantôme de Butterfly
- Anna Gabler (soprano allemande) : le fantôme de Norma
- Joe Sumner (le fils de Sting) : l'ami de Dionysos

### Musique
- Steve Nieve :	piano, synthétiseur Moog et Theremin
- Vincent Segal : violoncelle et violoncelle électrique, guitare électrique
- Ibrahim Maalouf :	trompette
- Ned Rothenberg :	saxophone alto et soprano, clarinette et clarinette basse, flûte basse et shakuhashi
- Jean François Durez : marimba

## Représentations
- Au théâtre du Châtelet les 20, 21, 23, 24 et 25 novembre 2008[1].